# Елена Кундура
Елена Кундура (Έλενα Κουντουρά, англ. Elena Koundoura), 2 листопада 1962 року, Афіни,    Греція  ) - грецька політична діячка, членкиня Європейського парламенту, екс-міністерка туризму ( у відставці з 3 травня 2019 року для участі у виборах до Європейського парламенту) і членкиня  парламенту в Афінах. До приходу в політику була моделлю, очільницею жіночого журналу та займалась легкою атлетикою.

## Біографія
Елена Кундура народилася 2 листопада 1962 року  в Афінах в родині офіцера еллінської армії та монархіста Олександра Кундури. Її батько був співзасновником і постійним лідером BEO (Βυζαντινή Εθνική Οργάνωση, "Національної візантійської організації", "Національної королівської організації"), назва якої була змінена з юридичних причин. З дитинства Елена займалася легкою атлетикою. Батько записав її в Національну гімнастичну академію Греції у 12 років для тренування в стрибках у висоту. Вона випускниця Національної гімнастичної академії та кафедри спортивних наук та фізичного виховання Національного університету Афін. Вона була найкращою спортсменкою грецької національної легкоатлетичної команди та виграла Чемпіонат світу з легкої атлетики серед жінок 1978 року в стрибках у висоту.  

## Кар'єра моделі
З 1984 по 1997 рік Елена Кундура працювала моделлю в міжнародній індустрії моди. У 1990 році обрана CNN однією з десяти найкрасивіших моделей світу. Вона багато років співпрацювала з Сержем Лютансом, відомим французьким фотографом, дизайнером та продюсером у світі моди.  Елена Кундура була обличчам японської косметичної компанії Shiseido, її фото були опубліковані в міжнародних кампаніях.

## Кар'єра в політиці
У 1997 році Кундура повернулася до Греції. З 2004 року очолювала жіночий журнал. З 2004 по 2007 - депутатка від партії «Нова демократія» в Афінах. У листопаді 2011 року повернулася до парламенту, коли Димитріс Аврамопулос звільнився з депутатського місця, щоб стати міністром в уряді Лукаса Пападемоса. У лютому 2012 року вона проголосувала проти "Меморандуму 2", і лідер партії Антоніс Самарас викреслив її з партійного списку Нової демократії.  
Обрана депутаткою по Першому округу Афін від партії «Незалежні греки» на виборах 6 травня 2012 року і переобрана 17 червня 2012 року. Відповідала за сектор Парламентської відповідальності в сфері туризму від партії «Незалежні греки». На виборах у 2019 році була обрана до Європейського парламенту.

## Особисте життя
Раніше була одружена з футболістом Мішелем Пінедою. У другому шлюбі з колишнім баскетболістом Олімпіакосом Сарантісом Папахрістопулосом є два сини: Олександрос і Маріос. Чоловік - також підприємець журналу, працює над локалізацією ризикових стилів життя в розважальних журналах, таких як Shock, Playboy, Penthouse для грецького ринку через компанію Dafni Epikinonies. Її старший брат - Нікос Кунтус  працює її політичним радником. Нікос одружений з колишньою моделлю Ксенією Пантазі; десять років він працював менеджером своєї сестри, а потім разом з дружиною мав модельне агентство, відоме як «Моделі Елени». 
Елена Кундура відома благодійниця, була амбасадокою доброї волі в ЮНЕСКО, ЮНІСЕФ. Заснувала власну благодійну організацію,  використовуючи свою славу моделі та  видавничі зв'язки. Додатково до рідної грецької розмовляє англійською, французькою та іспанською.